# Stadionul Municipal (Buzău)
Das Stadionul Municipal ist das städtische Fußballstadion der rumänischen Stadt Buzău im gleichnamigen Kreis.

## Geschichte
Zwischen 1933 und 1937 initiierte der Bürgermeister Stan Săraru eine Sanierung des städtischen Crâng-Parkwaldes. Bei dieser Gelegenheit gestaltete er den Sportplatz, der heute das Stadion darstellt. Die Arbeiten werden 1942 abgeschlossen. Die Anlage wurde zwischen 1971 und 1976 einer umfassenden Renovierung unterzogen. Im Jahr 2007 wurde es erneut umgebaut und in ein reines Sitzplatzstadion umgewandelt.